# John Cale Comes Alive
John Cale Comes Alive è un album live di John Cale, il secondo della sua discografia, pubblicato dalla ZE Records nel settembre del 1984. Il disco era stato registrato dal vivo il 26 febbraio dello stesso anno al The Lyceum di Londra, Inghilterra.

## Tracce
Lato A
1. Ooh La La – 3:25 (John Cale, Larry Sloman)
2. Evidence – 3:21 (John Cale)
3. Dead or Alive – 3:55 (John Cale)
4. Chinese Envoy – 3:22 (John Cale)
5. Leaving It Up to You – 5:20 (John Cale)

Lato B
1. Dr. Mudd – 3:32 (John Cale)
2. Waiting for the Man – 4:26 (Lou Reed)
3. Heartbreak Hotel – 4:16 (Elvis Presley, Mae Boren Axton, Tommy Durden)
4. Fear – 3:20 (John Cale)
5. Never Give Up on You – 3:55 (John Cale, Andy Heermans, Dave Young, David Lichtenstein)

- Alcune versioni dell'album (a seconda dei paesi dove fu distribuito) il brano Never Give Up on You è al posto del brano Ooh La La e viceversa

## Musicisti
- John Cale - voce, chitarra, tastiere
- Dave Young - chitarra, supporto vocale
- Andy Heermans - basso, supporto vocale
- David Lichtenstein - batteria, batteria elettronica (simmons, linn)